# Santa Maria della Spina
Santa Maria della Spina (heilige Maria van de Doorn) is een kerk in Pisa.
Dit kerkje was oorspronkelijk een oratorium, maar werd later, in 1323, uitgebouwd tot een hoogtepunt van de Pisaanse gotiek. De kerk moest ook dienstdoen als reliekschrijn, waarin een ‘spina’ of doorn uit Jezus’ doornenkroon bewaard werd. De spina wordt nu niet meer in het kerkje bewaard. In 1871 werd de kerk helemaal afgebroken, omdat ze te dicht bij het water stond. Iets verder werd ze weer opgebouwd. De façade van de kerk is rijkelijk versierd. Aan de rechterzijde van de kerk kan men verschillende tabernakels bewonderen, onder meer van Jezus en de twaalf apostelen, gemaakt door leerlingen uit de school van Giovanni Pisano.